# Yimmi Chará
Yimmi Chará (Cali, 1991. április 2. –) kolumbiai válogatott labdarúgó, az amerikai Portland Timbers csatárja.

## Pályafutása

### Klubcsapatokban
Chará a kolumbiai Cali városában született. Az ifjúsági pályafutását a Centauros Villavicencio akadémiájánál kezdte.
2009-ben mutatkozott be a Centauros Villavicencio felnőtt csapatában. 2010-ben átigazolt a Deportes Tolimához. 2015 januárjában a mexikói Monterrey csapatához szerződött. Először a 2015. január 12-ei, Leones Negros elleni mérkőzés 71. percében Alexander Mejía cseréjeként lépett pályára. Első gólját 2015. március 22-én, a León ellen 5–1-re megnyert találkozón szerezte. A 2015-ös szezonban a kolumbiai Atlético Nacional, majd a 2016-os szezonban a mexikói Sinaloa csapatát erősítette kölcsönben. 2017-ben az Atlético Juniorhoz igazolt egy évre. 2018. június 12-én a brazil Mineiro csapatához szerződött 5 millió € ellenében. 2018. július 19-én, a Grêmio ellen 2–0-ra elvesztett mérkőzésen debütált.
2020. január 2-án az észak-amerikai első osztályban érdekelt Portland Timbers együtteséhez igazolt. Először a 2020. március 2-ai, Minnesota United elleni mérkőzésen lépett pályára. Első gólját 2020. szeptember 17-én, a San Jose Earthquakes ellen 1–1-es döntetlennel zárult találkozón szerezte.

### A válogatottban
Chará 2014-ben debütált a kolumbiai válogatottban. Először a 2014. október 11-ei, Salvador elleni mérkőzés 72. percében Carlos Carbonerot váltva lépett pályára. Első válogatott gólját 2018. szeptember 7-én, Venezuela ellen 2–1-re megnyert barátságos mérkőzésen szerezte.

## Statisztikák
2023. május 28. szerint
| Klub                           | Szezon   | Osztály             | Bajnokság | Bajnokság | Kupa  | Kupa | Nemzetközi | Nemzetközi | Összesen | Összesen |
| Klub                           | Szezon   | Osztály             | Meccs     | Gól       | Meccs | Gól  | Meccs      | Gól        | Meccs    | Gól      |
| ------------------------------ | -------- | ------------------- | --------- | --------- | ----- | ---- | ---------- | ---------- | -------- | -------- |
| Deportes Tolima                | 2010     | Categoría Primera A | 3         | 0         | 0     | 0    | —          | —          | 3        | 0        |
| Deportes Tolima                | 2011     | Categoría Primera A | 6         | 0         | 0     | 0    | —          | —          | 6        | 0        |
| Deportes Tolima                | 2012     | Categoría Primera A | 34        | 7         | 0     | 0    | 3          | 0          | 37       | 7        |
| Deportes Tolima                | 2013     | Categoría Primera A | 41        | 10        | 0     | 0    | 8          | 1          | 49       | 11       |
| Deportes Tolima                | 2014     | Categoría Primera A | 35        | 11        | 1     | 1    | —          | —          | 36       | 12       |
| Deportes Tolima                | Összesen | Összesen            | 119       | 28        | 1     | 1    | 11         | 1          | 131      | 30       |
| Monterrey                      | 2014–15  | Liga MX             | 11        | 1         | 7     | 3    | —          | —          | 18       | 4        |
| Monterrey                      | 2016–17  | Liga MX             | 34        | 3         | 6     | 4    | 3          | 1          | 43       | 8        |
| Monterrey                      | Összesen | Összesen            | 45        | 4         | 13    | 7    | 3          | 1          | 61       | 12       |
| Atlético Nacional (kölcsönben) | 2015     | Categoría Primera A | 24        | 5         | 2     | 0    | —          | —          | 26       | 5        |
| Sinaloa (kölcsönben)           | 2015–16  | Liga MX             | 16        | 1         | —     | —    | —          | —          | 16       | 1        |
| Atlético Junior                | 2017     | Categoría Primera A | 18        | 11        | 2     | 0    | 8          | 2          | 28       | 13       |
| Atlético Junior                | 2018     | Categoría Primera A | 11        | 4         | —     | —    | 10         | 2          | 21       | 6        |
| Atlético Junior                | Összesen | Összesen            | 29        | 15        | 2     | 0    | 18         | 4          | 49       | 19       |
| Mineiro                        | 2018     | Série A             | 22        | 1         | —     | —    | —          | —          | 22       | 1        |
| Mineiro                        | 2019     | Série A             | 18        | 3         | 12    | 3    | 16         | 3          | 46       | 9        |
| Mineiro                        | Összesen | Összesen            | 40        | 4         | 12    | 3    | 16         | 3          | 68       | 10       |
| Portland Timbers               | 2020     | MLS                 | 24        | 4         | 0     | 0    | —          | —          | 24       | 4        |
| Portland Timbers               | 2021     | MLS                 | 34        | 6         | 0     | 0    | 4          | 3          | 38       | 9        |
| Portland Timbers               | 2022     | MLS                 | 34        | 4         | 1     | 0    | —          | —          | 35       | 4        |
| Portland Timbers               | 2023     | MLS                 | 7         | 1         | 0     | 0    | —          | —          | 7        | 1        |
| Portland Timbers               | Összesen | Összesen            | 99        | 15        | 1     | 0    | 4          | 3          | 104      | 18       |
| Összesen                       | Összesen | Összesen            | 372       | 72        | 31    | 11   | 52         | 12         | 387      | 85       |

### A válogatottban

#### Góljai a válogatottban
| # | Időpont             | Helyszín                                                    | Ellenfél  | Gólok | Eredmény | Kiírás              |
| - | ------------------- | ----------------------------------------------------------- | --------- | ----- | -------- | ------------------- |
| 1 | 2018. szeptember 7. | Hard Rock Stadion, Miami Gardens, Amerikai Egyesült Államok | Venezuela | 2–1   | 2–1      | Barátságos mérkőzés |

## Sikerei, díjai
Deportes Tolima
- Copa Colombia
  - Győztes (1): 2014

Atlético Nacional
- Categoría Primera A
  - Bajnok (1): 2015

Atlético Junior
- Copa Colombia
  - Győztes (1): 2017